# Заудайка (Ічнянська міська громада)
Заудайка — село в Україні, у Прилуцькому районі Чернігівської області. Входить до складу Ічнянської міської громади. Населення 430 осіб станом на 2021 рік.

## Географія
Село Заудайка знаходиться на лівому березі річки Удай, вище за течією на відстані 4,5 км розташоване село Андріївка, нижче за течією на відстані 1 км розташований хутір Коршаки, на протилежному березі — село Монастирище. Річка в цьому місці сильно заболочена (болото Удай), навколо проведено багато іригаційних каналів. Через село проходить автомобільний шлях територіального значення Бобровиця—Ічня Т 2527.

## Назва
Назва села «Заудайка» походить від поняття «за річкою Удай», яка перетинає село. Також недалеко від села проходила ліва притока річки Удай з однойменною назвою «Заудайка», яка вела до території Ічнянської сотні, Прилуцького полку.

## Топоніми
Село Заудайка має такі історичні мікротопоніми як:
Кутки: Молдавівка, Лиман, Борщівка, Сміликівка, Майданівка, Мажнівка, Шлях, Вигон, Жадьківка, Вокзал (тут немає зупинки), Жабокряківка, Гальонка, Солов'янівка, Гора;
Урочища: Левада, Писарка, Занівщина, Остача, Яськовець, Містечко;
Гори: Пашеви;
Мости: Перший, Другий (Містечко), Третій (Монастирищенський);
Ліси: Малюківщина, Мельговщина, Кудлаєве, Хоптивщина Перша, Хоптивщина Друга, Гоголівщина (Чобіт), Кандзюбина Сосна, Левада, Максимовича.

## Історія
Через село проходила древня велика караванна дорога з Києва в Булгарію, якою велася жвава торгівля з Хазарією.
Село відоме з 1580 року, за іншими даними — з 1632 року. Згідно з грамотою польського короля Сигізмунда III від 1590 року, Заудайка разом з низкою інших населених пунктів передавалась у власність князю Яремі Вишневецькому, який народився через 22 роки!

Монастирище і Заудайка по берегах річки Удай на карті Covens & Mortier (середина XVII століття)

Заудайка була заснована на лівому березі Удаю як висілка Монастирища у зв'язку з розширенням поселення.
З 1648 року, після початку війни за незалежність України Богдана Хмельницького, Заудайка входила в новостворену Монастирську сотню Прилуцького полку, а мешканці села записувались у козаки. Сотня проіснувала до 1782 року і була ліквідована за наказом російської імператриці Катерини ІІ.
Під час реєстру 1666 року Заудайка не згадується на відміну від сусідніх Монастирища, Хаєнків та Воронівки.
У першій половині 18 століття Заудайка була ранговим селом монастирищенських сотників. Пізніше сотники Романовичі скуповували тут селянські двори. 1737 року тут налічувалось 10 господарств селян і 6 господарств підсусідків, 31 господарств козаків (13 виборних, 18 підпомічників) та 11 господарств козачих підсусідків. Усього 58 господарств.
По опису 1740 року тут значиться 4 посполитих двори, козацьких та їх підсусідки, а також власниками скуплених дворів — 26.
2 лютого 1741 року мешканців Прилуцького полку відправили на поселення Оренбурзької фортеці, серед них був заудайський посполитий селянин Йосип Павлович Ігнатенко зі своєю жінкою та дітьми.
У 1752 році, за розпорядженням гетьмана Кирила Розумовського, селянські двори села Заудайки були віддані Прилуцькому полковнику Ґалаґану, йому відійшло 19 дворів.
За відомістю 1753 року в 3аудайці залишалося вільних 3 селянські двори та 1 бездворова хата.
1763 року, згідно з ордером гетьмана Кирила Розумовського, бунчуковий товариш Максим Соханський відібрав у Романовичів 4 двори (5 хат); у трьох братів Романовичів (Петра, Федора і Степана Івановичів) лишилося «скуплі» 17 дворів (19 хат).
На 1764 рік за полковником Григорієм Ґалаґаном значилося в селі 14 душ чоловічої статі селян. 1780 року — 25 дворів (32 хати) селян та 6 дворів (7 хат) підсусідків (як і раніше, селяни належали братам Романовичам), 22 двори (52 хати) козаків. Діяла дерев'яна Покровська церква, збудована до 1730 року.
На 1782 рік в Заудайці проживала 581 особа: у володінні майора Григорія Ґалаґана — 20 чоловіків і 26 жінок; майора Степана Романовича — 6 чоловіків та 13 жінок; колезької асесорши Ульяни Романовичевої — 13 чоловіків і 27 жінок; бунчукового товариша Феодора Романовича — 13 чоловіків, 11 жінок; військового товариша Семена Володкова — 16 чоловіків, 27 жінок; бунчукового товариша Максима Саханського — 12 чоловіків, 20 жінок; обозної полкової Марфи Кисельової — 3 чоловіків; священника Миколая Гагуленського — 2 чоловіків, З жінок; козаків — 168 чоловіків, 197 жінок; священно та церковнослужителей — 2 чоловіків та 2 жінок; всього  255 чоловіків, 326 жінок.
Після скасування полкового устрою 3аудайка 1782 року відійшла до Ніжинського повіту Чернігівського намісництва, з 1797 року — Малоросійської губернії, а з 1802 року — Чернігівської губернії.
На 1834 рік до заудайської церкви були приписані: 3 свщеннослужителя, 1 дворянський двір (4 жінки), 50 козацьких дворів (205 чоловіків і 224 жінки), 25 селянських дворів (71 чоловік та 84 жінки).
В 1860-х роках в заудайських поміщицьких шинках продавали горілку виготовлену на винокурних заводах Ґалаґана. Ціна горілки за відро з підвалу була 56–65 копійок.
1866 року у власницькому селі Монастирищенської волості Ніжинського повіту Чернігівської губернії мешкало 685 осіб (326 чоловічої статі та 359 — жіночої), налічувалось 114 дворових господарств, існувала православна церква. Церковний староста — заудайський козак Никифор Майдан.
На 1880 рік в Заудайці налічується 15 вітряних млинів.
Станом на 1885 рік у колишньому державному та власницькому селі Монастирищенської волості мешкало 759 осіб, налічувалось 150 дворових господарств, існувала православна церква, 2 постоялих будинки та 3 вітряних млини.
26 серпня 1886 року з Одеси на колонізацію до Зеленого Клину вийшов пароплав «Россія» з заудайцями на борту (із Заудайки на борту були: запасний каптенармус Майдан, козак Жадько, козак Деркач та запасний рядовий Юрченко).
У 1895 році у Заудайці було відкрито земську школу.
За переписом 1897 року кількість мешканців зросла до 1361 особи (691 чоловічої статі та 670 — жіночої), з яких всі — православної віри.
16 квітня 1906 року в Заудайці відбулось весілля Марії Миколаївни Куриленко, з дворянського роду Куриленків, яка вийшла за місцевого козака Тихона Феодосієвича Майдана (1883 р.н.). 9 травня 1906 року, її сестра — Матрона Миколаївна Куриленко (1888 р.н.) побралась з іншим заудайцем — міщанином Андрієм Стефановичем Богдановим (1881 р.н.).
В 1915 році відкрита школа на три класи, у якій навчався 41 учень: з них 10 вихідців з дворян та міщан, а решта — козаки та селяни. На той час, за деякими даними у Заудайці налічувалось до 2800 жителів.
Буремні події Української революції 1917 року привели до незалежності України, Заудайка, як і інші населені пункти Чернігівської губернії стала складовою нової української держави — Української Народної Республіки.
Через місяць після початку радянсько-української війни, у січні 1918 року селище було окуповане Червоною Росією. А вже у березні того ж року село було звільнене від Червоної армії армією УНР спільно з німецькими союзниками. Ненадовго встановлюється мир.
За новим адміністративно-територіальним поділом УНР Заудайка відійшла в Землю «Переяславщина» з центром у Прилуках.
Відомо, що під час існування Української Держави Скоропадського, у 1918 році, Мізюк із Заудайки був гетьманським офіцером у місті Ічня.
Вже в січні 1919 року, після початку другого вторгнення Радянської Росії в Україну селище знову переходить під контроль Червоної армії, а в серпні 1919 року з Заудайки їх вибивають білі війська.
В грудні 1919 року, після поразки білогвардійців, у селі остаточно встановлюється радянська влада.
1921 року в селі створено комсомольську організацію, 1939 року — партійну.
1928 року в Заудайці діяла Українська синодальна церква (священник Іоанн Зарицин, а представник від мирян Іван Євдокимович Майдан).
У 1930 році в селі Заудайка був створений колгосп «Перебудова», а на хуторах Солохнівка та Коршаки — колгосп «Ударник». Згодом «Перебудова» було перейменовано на «Дружба».
Починаючи з 1929 року багато заудайців були ув'язнені, депортовані та розстріляні радянською системою, також велика кількість населення була знищена влаштованими радянською владою Голодомором:
- 8 березня 1929 року був арештований житель Заудайки Бабенко Захарій Петрович (1874 р.н.) отримав вирок 3 роки концтаборів.
- 7 червня 1929 року мешканець Заудайки Богданов Федір Степанович (1877 р.н.) отримав вирок 3 роки концтаборів.[23]
- 7 червня 1929 року мешканець Заудайки Борщ Микола Акимович (1889 або 1890 р.н.) ув'язнений до концтабору на 3 роки. 3 жовтня 1937 року отримав ще 8 років ВТТ за проведення антирадянської агітації.[23]
- 28 лютого 1930 року був арештований житель Заудайки Бабенко Федір Захарович (1907 р.н.) отримав вирок 5 роки концтаборів.
- 20 вересня 1937 року житель Заудайки Борщ Захар Акимович (1895 р.н.) був ув'язнений до ВТТ на 8 років за проведення антирадянської агітації.[23]
- 19 грудня 1932 року мешканець Заудайки Іван Гаврилович Ботвинко (1904 р.н.) висланий до Північного краю на 3 роки.[23]
- 1932 року, за свідченням мешканки Заудайки Майдан Надії Іванівни (1926 р.н.) в село приїхали озброєні червоноармійці і забрали у жителів всю їжу. Всіх хто намагався хоч якось здобути їжу були розстріляні.[24]
- 15 листопада 1937 року уродженець Заудайки Петро Андрійович Кобзар (1904 р.н.) отримав в Іркутську вирок — 10 років таборів. Відбув їх в Архангельску. Вибув 22 серпня 1944 року.[25]
- 17 березня 1938 року в Хабаровську за антирадянську діяльність був розстріляний уродженець Заудайки Майдан Вакул Харитонович (1888 р.н.).[26]
- 21 жовтня 1938 року в Харкові був розстріляний уродженець Заудайки Яків Денисович Замочник (1899 р.н.), його звинуватили в українському націоналізмі, як учасника українського повстанського руху.[27]

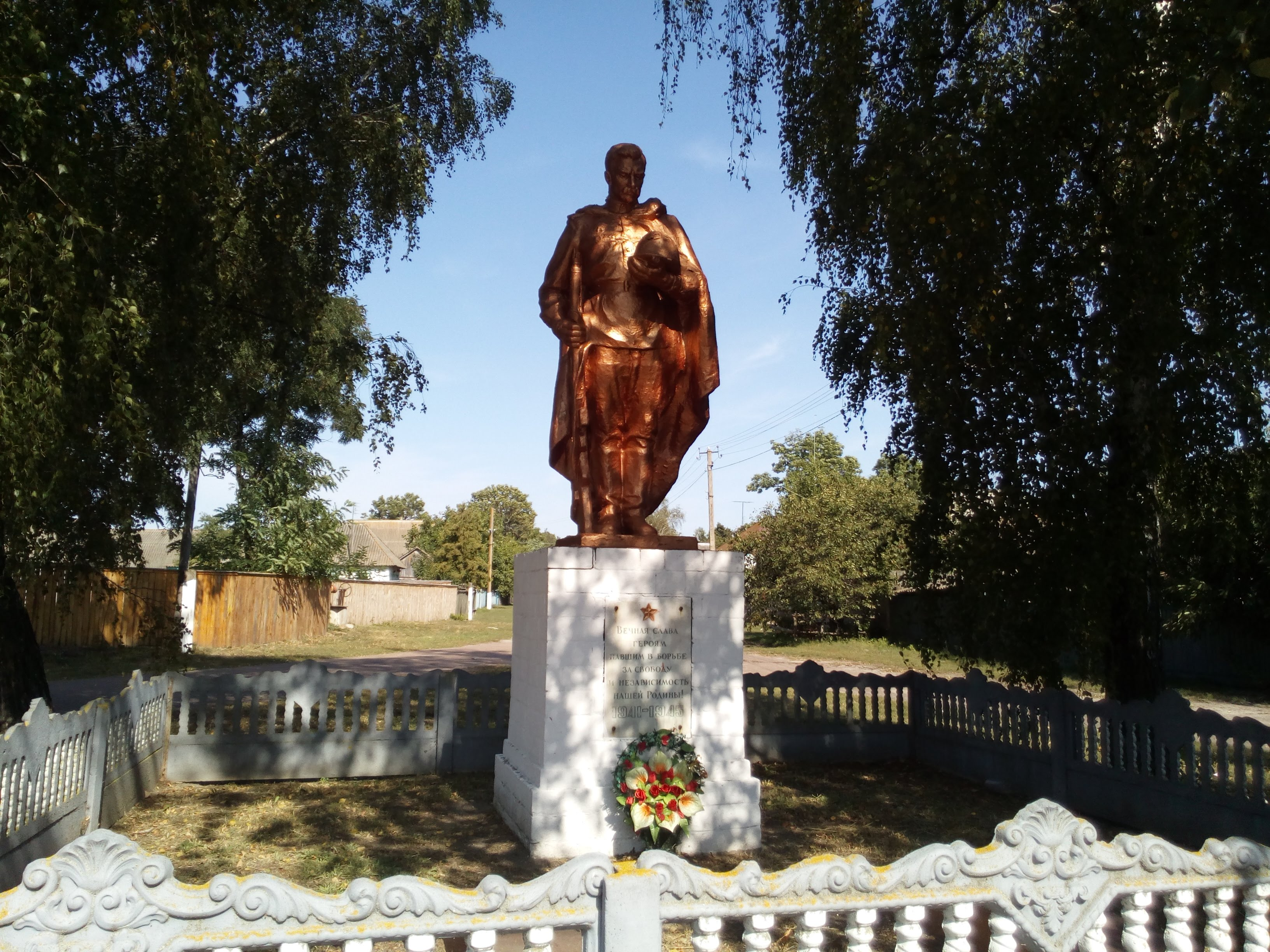
Братська могила 14 радянських воїнів, які загинули при звільненні села у вересні 1943р.

Згідно карті Червоної армії 1941 року в Заудайці знаходиться 468 дворів, 7 вітряних млинів, 1 церква та 1 цегляний завод.
Два роки (з 14 вересня 1941 року до 15 вересня 1943 року), Заудайка була тимчасово окупована німецькими військам.
Під час Другої світової війни 357 жителів були мобілізовані до лав Червоної армії і партизанських загонів проти німецьких військ, з них 217 загинуло. За мужність і відвагу, виявлені в боротьбі з ворогом, 67 жителів нагороджено орденами й медалями СРСР. Також впродовж війни нацисти насильно вивезли до Німеччини 18 місцевих жителів, розстріляли двох комуністів.

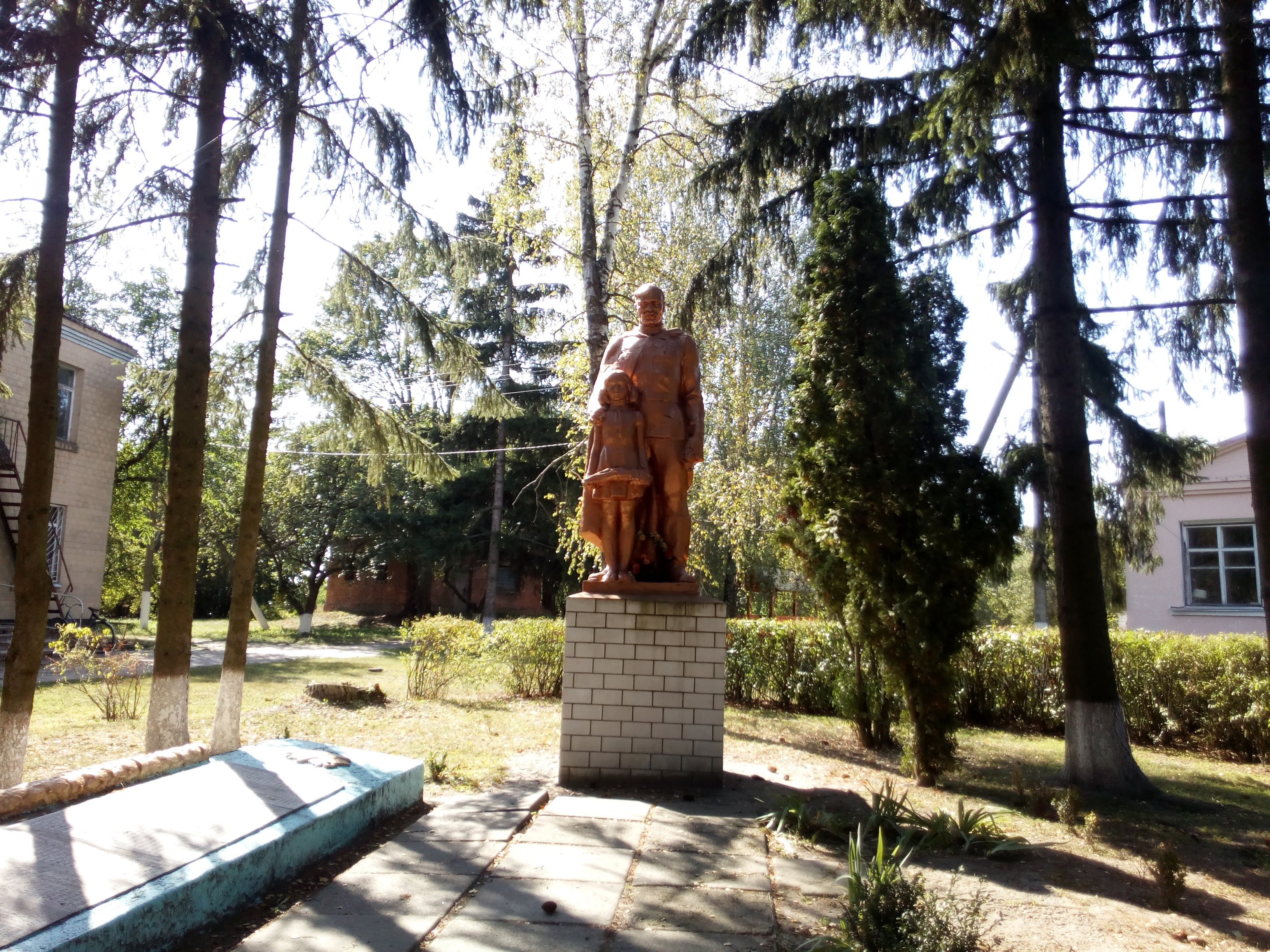
Пам’ятний знак 221 воїну-односельчанину, які загинули в роки Великої Вітчизняної війни 1941-1945рр.

Під час Другої Світової війни збереглося декілька згадок про заудайців:
- 9 листопада 1941 року Перший секретар Чернігвського обкому КП(Б)У Олексій Федоров видав наказ Ічнянському радянському партизанському загону до 15.11.1941 знищити в селі Заудайка старосту, який нібито «агент фашизму» і активізує місцевих «куркулів».[30]
- 29 травня 1943 року був заарештований уродженець Заудайки Борщев Петро Романович (1920 р.н.), червоноармієць залізничних військ, якого звинуватили в посяганні на зраду СРСР, пізніше виправданий.[23]
- 18 жовтня 1943 року, через два дні після відходу німецьких військ в селі Заудайка повідомлялося про безчинство колишніх радянських партизан: колишні радянські партизани Володимир Григорович Югденко, Микола Лукич Порш та Гавриїл Мозговий в нічний час підійшли до будинку, у якому проживала сім'я колишнього поліцейського — Смільчака, який втік з німцями, кинули на дах будинку дві гранати, зробили кілька пострілів у вікно будинку, у результаті чого був убитий батько дружини поліцейського, старий Майдан Павло.[31]
- В грудні 1943 року в бойових діях загинув уродженець Заудайки Майдан Федір Ігнатович (1918 р.н.). Останній час до війни він проживав в Махарадзевському районі Грузинської РСР.[32]
- 17 березня 1944 року в бою за село Березна загинув уродженець Заудайки стрілок 126-го стрілецького полку 71-ї стрілецької дивізії Імель Василь Олексійович (1912 р.н.). Похований в братській могилі № 1.[33]

В 1945 році у Заудайці існувало дві релігійні общини Євангельських християн-баптистів, які були знищені НКВС у 1946 році, подібний процес знищення підпільних релігійних громад відбувся у 1954 році.
У 1963 році було збудовано нове приміщення школи. У 1964 році розпочав роботу цегельний завод, який припинив свою роботу в 1997 році. В 1969 році збудований будинок культури та двоповерхова адмінбудівля.
Станом на 1972 рік в селі мешкало 934 осіб. В Заудайці знаходилась восьмирічна школа (19 учителів і 254 учні), будинок культури на 400 місць, бібліотека, 2 медпункти.
Під час радянської інтервенції в Афганістан у 1979—1989 роках, військову службу проходило 18 жителів Заудайки, один з них загинув — Василь Борщ. Після виведення радянських військ з Афганістану, один із заудайських учасників тих подій, Василь Микитченко написав книгу «Від Заудайки до Кабула».
Станом на 1996 рік в селі знаходиться 364 двори, проживає 815 мешканців.
З 2001 року і дотепер, землі пайовиків обробляє «СТОВ Інтер».
У 2011 році село Заудайка було газифіковано та проведено очищення центрального ставу.
В 2016 році згідно чинного законодавства було реорганізовано Заудайську школу I—II ступенів в школу I ступеню. На 2016 рік в школі навчається лише 25 учнів.
5 квітня 2017 року було відкрито дошкільний навчальний заклад «Зернятко» на 16 місць.
До 2017 року орган місцевого самоврядування — Заудайська сільська рада.
30 листопада 2017 року села Заудайка та Коршаки увійшли до Ічнянської міської ради (Об'єднаної територіальної громади).
27 грудня 2017 року було підключено першу чергу вуличного освітлення протяжністю 2,2 км.

## Населення
Мешканці села — в більшості українці.
Демографічна база села підірвана геноцидом українського народу, проведеного також і в цьому селі урядом СРСР 1932—1933. Наступний удар — насильницька мобілізація молоді до сталінських військ, більшість доведена до смерті на фронтах Другої Світової війни, а також незаконно утримувана у складі армії на каторжних роботах (до 1950-х років). З 1990-х років зменшення населення села набуло загрозливих масштабів, більшість молоді емігрувало у міста, що спричинило глибоку демографічну кризу.
Під час всеукраїнського перепису 2001 року, населення села склало 727 осіб, 98,62 % — українців, 1,38 % — росіян.
Динаміка населення
| Рік              | 1737  | 1782  | 1787  | 1808  | 1824  | 1828  | 1834  | 1866  | 1885  | 1897   | 1924   | 1972  | 1988   | 1996  | 2001  | 2012  | 2017  | 2018  |
| ---------------- | ----- | ----- | ----- | ----- | ----- | ----- | ----- | ----- | ----- | ------ | ------ | ----- | ------ | ----- | ----- | ----- | ----- | ----- |
| Населення (осіб) | 690 ▲ | 581 ▼ | 650 ▲ | 684 ▲ | 543 ▼ | 581 ▲ | 591 ▲ | 685 ▲ | 759 ▲ | 1361 ▲ | 1978 ▲ | 934 ▼ | 1007 ▲ | 815 ▼ | 727 ▼ | 508 ▼ | 452 ▼ | 449 ▼ |

### Родовід
На 1732 рік в Заудайці проживали такі козацькі роди як: Смілик, Жадько, Борщ, Майдан, Шило, Близнюк, Помазан, Кузьменко, Мажний, Западинець, Малиш, Єсипенко, Гавриленко, Горох, Сидоренко, Бондаренко.
На 1878 рік, найпоширенішими в селі Заудайка були такі українські прізвища як: Бабенко, Богданов, Борщ, Ботвино, Гаврись, Деркач, Єсипенко, Жадько, Калашников, Коток, Кузьменко, Куник, Майдан, Манько, Петренко, Родченко, Сахно, Сидоренко, Сміляк, Солов'ян, Терещенко, Шило, Яновський.
Серед заудайців, вояків червоної армії, у часи Другої Світової війни 1941—1945 років найпоширенішими прізвищами були: Борщ — 37, Майдан — 23, Солов'ян — 16, Жадько — 13, Смілик — 11, Мозговий — 10; Деркач, Котко — по 8; Бурлука, Багмет, Близнюк — по 5; Журавель, Куник, Слолвей, Шарий, Кашуба, Багач — по 4; Шило, Богданов, Андруша, Держан, Крикуха, Кузьменко, Лисогор, Ткаченко, Тримпол — по 3; Гаврись, Яновський, Чміль, Губський, Дідиченко, Ковбаса, Кулик, Мажний, Максюта, Малиш, Мизюк, Сидоренко, Одаренко, Просич, Сахно — по 2; Бондаренко, Борейко, Ботвинко, Бурков, Гавриленко, Шевела, Ходак, Харута, Гавриш, Гайман, Галушка, Горбатко, Городний, Горох, Гришко, Данько, Даценко, Денисенко, Держан, Дідух, Диника, Єсипенко, Завада, Западинець, Івахненко, Ковалевський, Кондрацький, Куриленко, Куцевич, Лабунець, Лавринець, Лещенко, Литовченко, Ляховець, Сулименко, Туркеня, Харута, Ходак, Мовчаренко, Москаленко, Музиченко, Онищенко, Павлюк, Перистик, Погуляйло, Полторацький, Помазан, Приходько, Пугач, Руденко, Савченко, Севост'ян — по 1.
На 1994 рік найпоширенішими прізвищами в Заудайці були: Борщ — 112, Жадько — 45, Майдан — 41, Солов'ян — 31, Смілик — 26, Котко — 21.

### Мова
Розподіл населення за рідною мовою за даними перепису 2001 року:
| Мова       | Кількість | Відсоток |
| ---------- | --------- | -------- |
| українська | 717       | 98.62%   |
| російська  | 10        | 1.38%    |
| Усього     | 727       | 100%     |

## Інфраструктура
У селі Заудайка 1964—1997 роки працював цегляний завод.
Також в радянські часи на території села розміщувалась центральна садиба колгоспу «Перебудова», за яким було закріплено 4137 га сільськогосподарських угідь, у тому числі 1665 га орної землі. Виробничий напрям господарства — вирощування зернових і технічних культур, м'ясо-молочне тваринництво.
2000 року в селі на основі колгоспу був створений кооператив «Дружба», що займається вирощуванням зернових культур.
Працює поштове відділення, сільський будинок культури, сільська бібліотека. Здоров'ям жителів опікуються працівники Фельдшерсько-акушерського пункту. На території села працює чотири торговельні точки.

## Архітектура і культові споруди
Найвідомішою спорудою і візитівкою Заудайки є Свято-Покровська церква, збудована по типу «тринефна базиліка» у 1905—1910 роках. На її місці, до цього, існувала дерев'яна церква, збудована ще до 1730 року, яка декілька разів перебудовувалась: в 1834 та 1873 роках.
В радянські роки церква була закрита для Богослужіння, у 1930-х роках комуністами було розібрано дзвіницю та знято дзвони, а також розібрано частину цегляної огорожі. В роки німецької окупації 1941—1943 церква була відкрита, де за свідченням очевидців, проводились вінчання німецьких солдат та офіцерів. На сьогодні церква перебуває у чудовому стані — у 2000 році церкву було повністю перекрито залізом та проведено внутрішній ремонт.
В 1975 році встановлено пам'ятний знак загиблим заудайцям у Німецько-радянській війні.

## Археологія
В Заудайці були знайдені декілька монет Римської імперії.

## Водойми
Єдиною природною водоймою у Заудайці є річка Удай. Для збільшення водойм в 1950-ті, 1960-ті роки будувались і розширювались штучні ставки та озера.

## Видатні люди
- Борщ Вадим Валентинович (1977—2023) — старший лейтенант Збройних сил України, учасник російсько-української війни.
- Майдан Іван Григорович (1935, Заудайка) — український дипломат і науковець.
- Борщ Микола Іванович (1939, Заудайка) — український громадський діяч, лауреат Чернігівської обласної премії імені Михайла Коцюбинського (2000).
- Дяченко Анатолій Миколайович (1952, Заудайка) — український громадський діяч. Голова правління благодійного фонду «Богдан Гаврилишин».
- Піневич Михайло Васильович (1888—1977) — український лікар-уролог.

На території громади на 2018 рік зареєстровано 11 учасників АТО, проживає 5 воїнів-інтернаціоналістів та мати загиблого воїна афганця Василя Борща, на честь якого в селі названо вулицю, на якій він проживав.

## Галерея

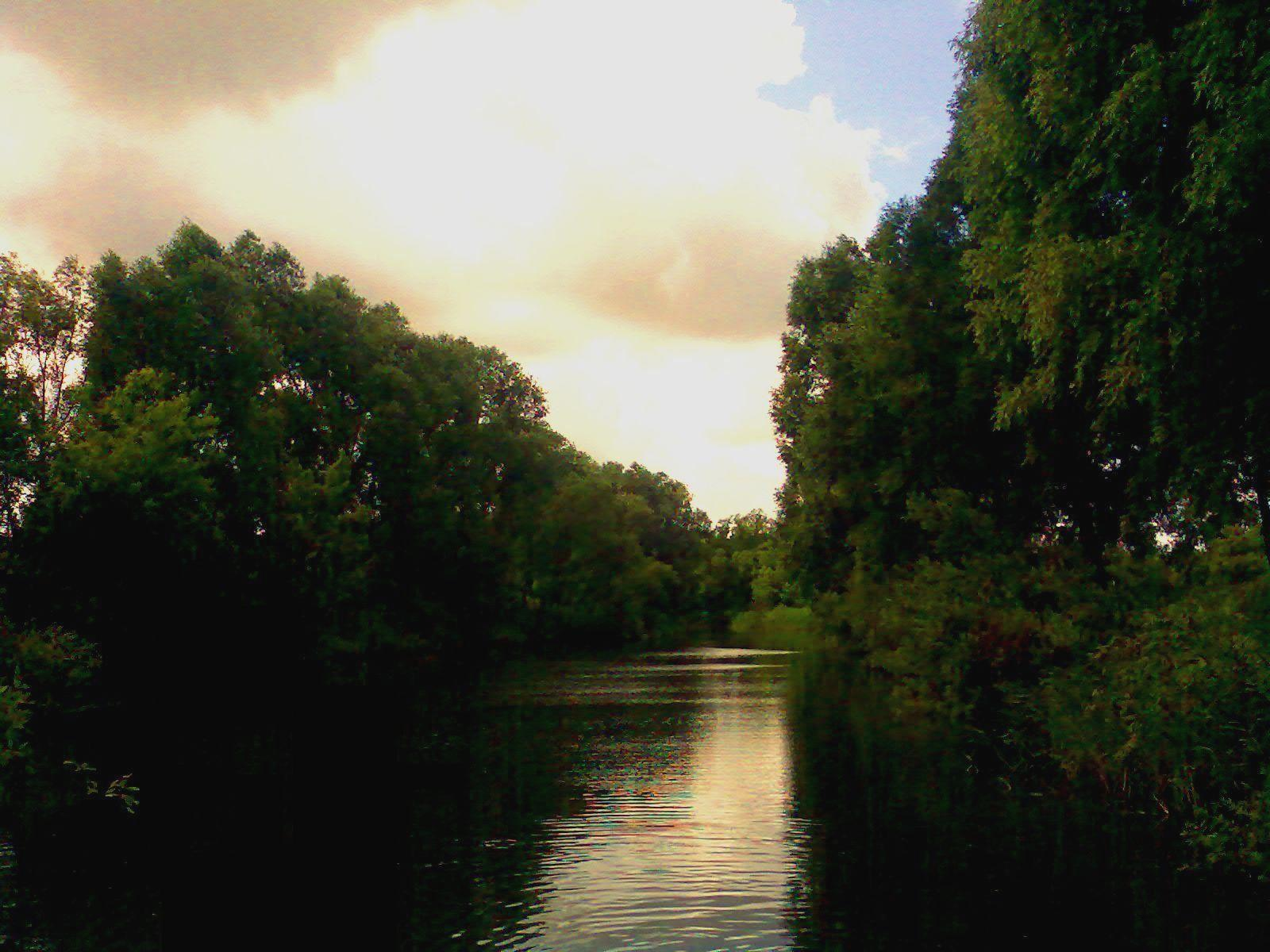
Озеро в селі Заудайка (2009)
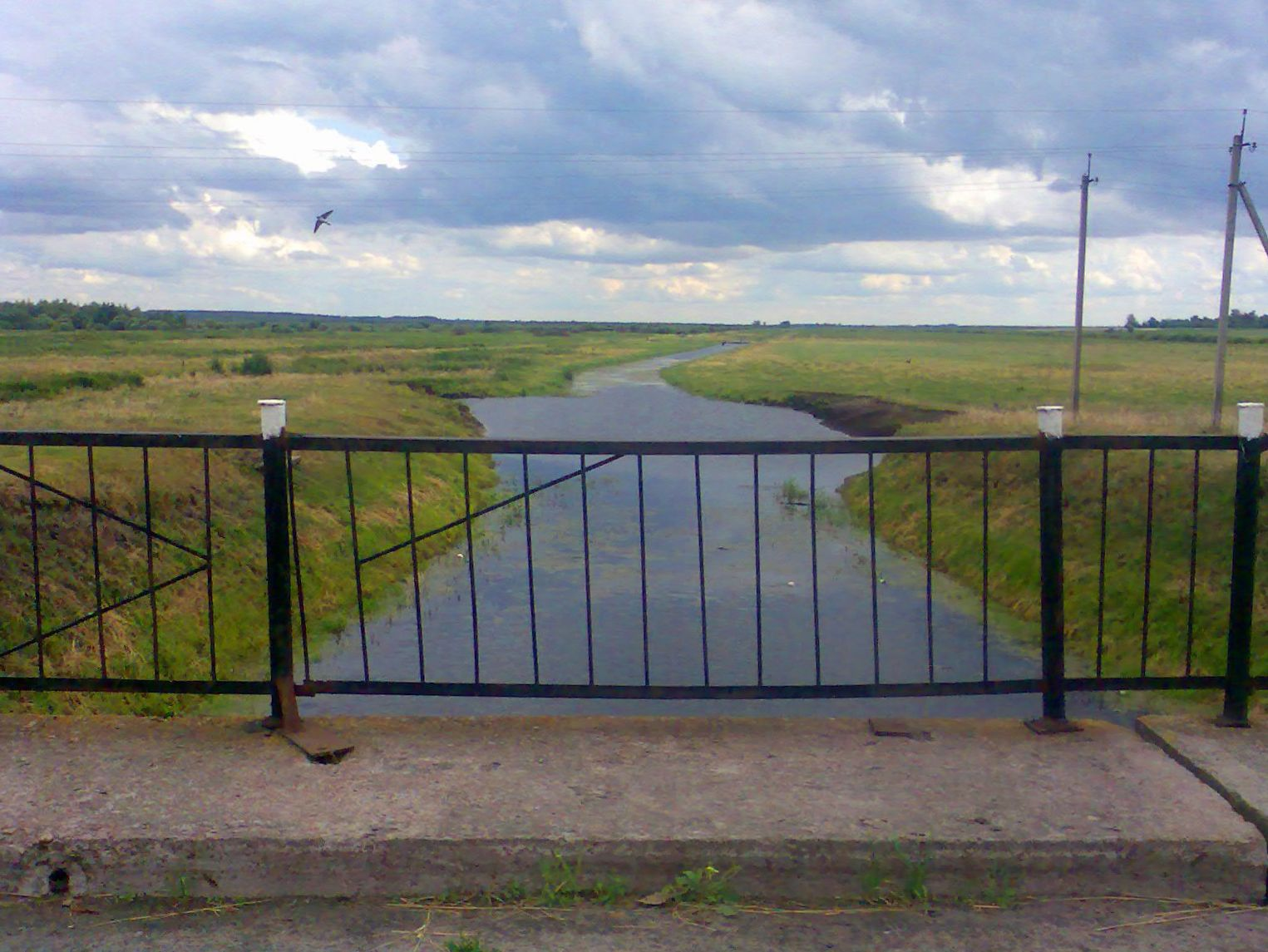
Річка Удай між с. Монастирище та с. Заудайка (2009)